# Північна мбунду
Північна мбу́нду (кімбу́нду) — мова групи банту, поширена в Анголі і частково в ДРК та Замбії. Північну мбунду не слід плутати з південною мбунду (умбунду) — іншою мовою банту, поширеною в Анголі, але яка належать до зони R за класифікацією Гасрі (в той час як північна мбунду відноситься до зони H).
В основному поширена в наступних провінціях Анголи: Бенго, Північна Кванза, Маланже, Луанда.
Кімбунду — основна мова народу амбунду (мбунду) і одна з найпоширеніших в Анголі.